# 中四路304号别墅
中四路304号别墅，即林彪别墅，是中国江西省九江市庐山牯岭的一座历史建筑，位于中四路304号。对面是中五路303号别墅，即汪精卫别墅。
中四路304号别墅建于1897年，主人是驻汉口的德国女传教士区斯瓦尔。这是一座单层石构别墅。别墅前方是一块12米长、3米高的巨石，遮挡视线。。
1969年,林彪将旧别墅拆除重建，建筑面积500平方米。1970年8月20日，林彪参加九届二中全会，在此居住。